# شنیداره دیجیتال

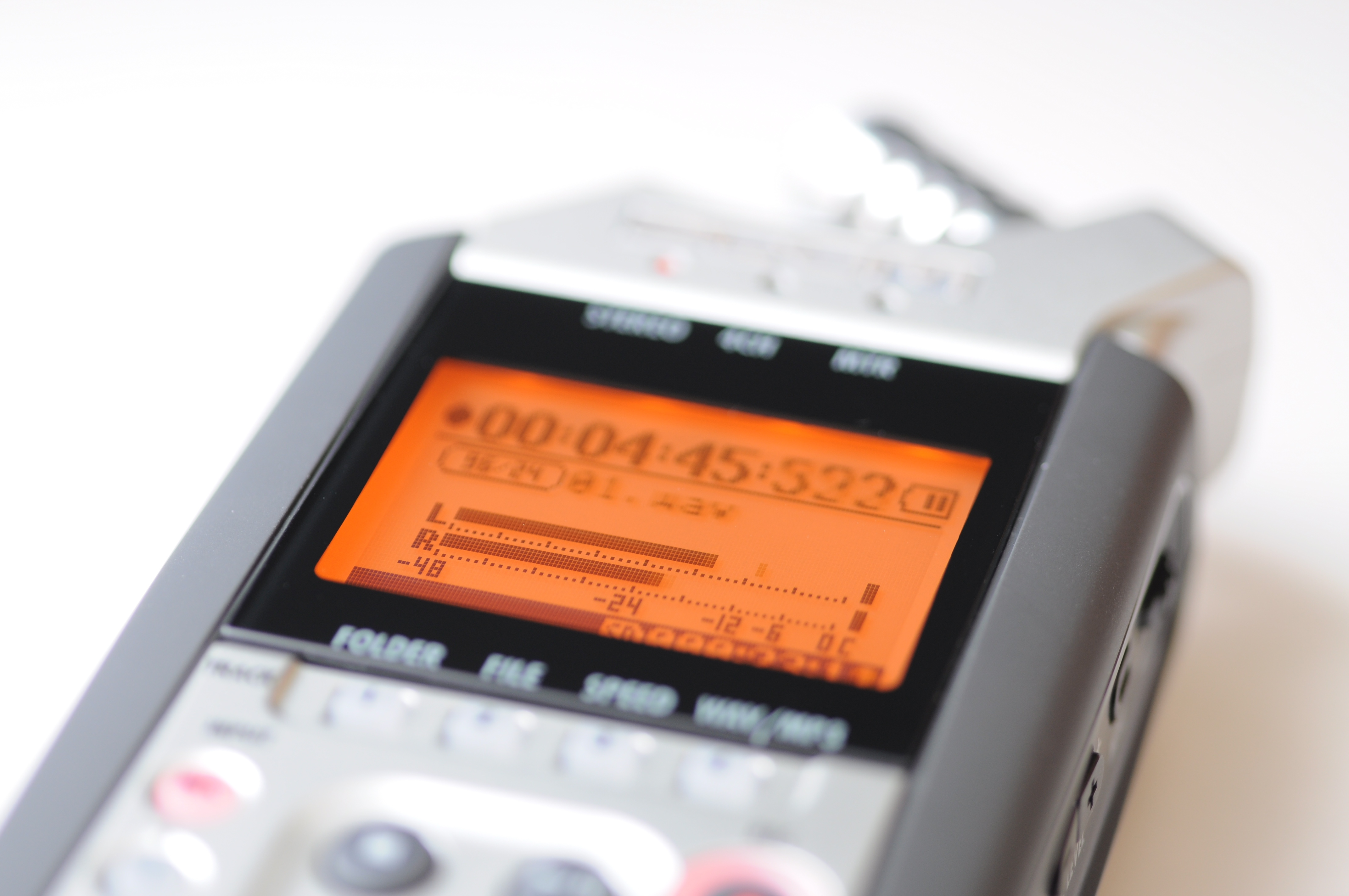
ترازهای شنیداری بر یک رکوردگر شنیدارهٔ دیجیتال نموده می‌شوند (Zoom H4n)

شنیدارهٔ دیجیتال (به انگلیسی: Digital audio) نمایشی از صدای رکورد شده در، یا تبدیل شده به، دیسهٔ دیجیتال است. در شنیدارهٔ دیجیتال، موجِ صداییِ نشالِ شنیداری معمولانه به صورت نمونه‌های شماره‌ای در یک پی‌آیهٔ پیوسته رمزگذاشته می‌شود. برای نمونه، در شنیدارهٔ CD، نمونه‌ها ۴۴٬۱۰۰ بار در ثانیه گرفته می‌شوند، هریک با ژرفای نمونهٔ ۱۶-بیتی اند. شنیدارهٔ دیجیتال همچنین نامی برای سراسر فناوریِ رکورد و فرآورش صدا با به کارگیریِ نشال‌های شنیداری است که در دیسهٔ دیجیتال رمزگذاشته شده‌اند. پیروی پیشرفت‌های چشمگیر در فناوری شنیدارهٔ دیجیتال طی دهه‌های ۱۹۷۰ و ۱۹۸۰، این پای‌پایانه در دهه‌های ۱۹۹۰ و ۲۰۰۰ جای‌گزین فناوری شنیدارهٔ آنالوگ در بسیاری پهنه‌های مهندسی شنیداری و دورهمدارگنش‌ها شد.